# Championnat de France de football américain 2010
Navigation
Saison 2009 Saison 2011
La saison 2010 du Casque de diamant est la 29e saison du championnat de France de football américain élite. Elle a débuté le 23 janvier 2010.
Les Spartiates d'Amiens remportent le Casque de diamant, leur deuxième victoire après celle de 2004.

## Déroulement du championnat
En 2010, le championnat de France élite change encore de formule. Le championnat compte désormais 9 clubs, contre 10 en 2009. Les clubs sont répartis en 3 poules de 3 clubs :
- Poule 1 : Cougars de Saint-Ouen-l'Aumône, Spartiates d'Amiens, Templiers d'Élancourt
- Poule 2 : Argonautes d'Aix-en-Provence, Black Panthers de Thonon, Flash de La Courneuve
- Poule 3 : Centurions de Nîmes, Dauphins de Nice, Iron Mask de Cannes

Pendant la saison régulière, du 23 janvier au 30 mai, chaque club joue 10 matchs, 5 à domicile et 5 à l'extérieur. Il rencontre 2 fois les 2 autres clubs de sa poule et une les 6 autres clubs.
Le classement du championnat s'effectue avec les 10 club. À l'issue de la saison régulière les 4 premiers sont qualifiés pour les demi-finales, les 2 premiers du championnat ont l'avantage de jouer à domicile.
Pour la relégation, les répartitions nord et sud sont conservés comme les années précédentes, à  savoir pour cette saison :
- Nord : Cougars de Saint-Ouen-l'Aumône, Flash de La Courneuve, Spartiates d'Amiens, Templiers d'Élancourt
- Sud : Argonautes d'Aix-en-Provence, Black Panthers de Thonon, Centurions de Nîmes, Dauphins de Nice, Iron Mask de Cannes

Le 5e club du sud est relégué en division 2. Les 4e clubs du nord et du sud jouent un match de barrage contre les finalistes du Casque d'Or, le champion nord D2 contre le 4e nord D1 et le champion sud D2 contre le 4e sud D1.

## Classement général
| Qualifié en play-offs |

| Barragiste avec les finalistes de division 2 |

| Relégué en division 2 |

| Club                           | Jour. | Vic. | Nuls | Déf. | Pts | Pts pour | Pts contre | Diff |
| ------------------------------ | ----- | ---- | ---- | ---- | --- | -------- | ---------- | ---- |
| Spartiates d'Amiens            | 10    | 9    | 0    | 1    | 28  | 324      | 145        | +179 |
| Black Panthers de Thonon       | 10    | 8    | 0    | 2    | 26  | 331      | 226        | +105 |
| Flash de La Courneuve          | 10    | 6    | 0    | 4    | 22  | 295      | 182        | +113 |
| Cougars de Saint-Ouen-l'Aumône | 10    | 6    | 0    | 4    | 22  | 223      | 167        | +56  |
| Templiers d'Élancourt          | 10    | 6    | 0    | 4    | 22  | 171      | 155        | +16  |
| Argonautes d'Aix               | 10    | 4    | 0    | 6    | 18  | 233      | 267        | -34  |
| Dauphins de Nice               | 10    | 3    | 0    | 7    | 16  | 169      | 262        | -93  |
| Iron Mask de Cannes            | 10    | 2    | 0    | 8    | 14  | 204      | 306        | -102 |
| Centurions de Nîmes            | 10    | 1    | 0    | 9    | 12  | 139      | 379        | -240 |

## Calendrier / Résultats
| 1re journée (23 janvier, 24 janvier et 30 janvier 2010) - Spartiates 26 - 23 Cougars - Dauphins 30 - 21 Iron Mask - Argonautes 8 - 37 Flash - Templiers 16 - 13 Black Panthers 2e journée (6 février 2010) - Templiers 22 - 6 Cougars - Centurions 7 - 26 Dauphins - Flash 10 - 28 Spartiates - Black Panthers 23 - 28 Argonautes 3e journée (20 février, 21 février, 27 février et 28 février 2010) - Spartiates 19 - 14 Templiers - Iron Mask 44 - 12 Centurions - Centurions 6 - 28 Cougarsinitialement - Black Panthers 28 - 16 Flash - Argonautes 35-12 Dauphins 4e journée (6 mars, 7 mars et 13 mars 2010) - Iron Mask 21 - 35 Black Panthers - Dauphins 6 - 31 Spartiates - Flash 17 - 12 Templiers - Cougars 28 - 0 Argonautes - Templiers 26 - 7 Centurions 5e journée (20 mars, 21 mars et 28 mars 2010) - Black Panthers - Spartiates - Flash 34 - 7 Dauphins - Centurions 2 - 31 Argonautes - Cougars 29 - 13 Iron Mask - Iron Mask 12 - 26 Templiers |  | 6e journée (3 avril et 10 avril 2010) - Templiers 9 - 0 Dauphins - Centurions 7-47 Flash - Black Panthers 37-13 Cougars - Spartiates 68-7 Centurions - Argonautes 30-21 Iron Mask 7e journée (17 avril, 24 avril et 25 avril 2010) - Spartiates 0-forfait Iron Mask - Argonautes 24-26 Templiers - Dauphins 13-28 Black Panthers' - Cougars 17-14 Flash 8e journée (1er mai, 8 mai et 15 mai 2010) - Centurions 41-21 Iron Mask - Flash 26-31 Black Panthers - Dauphins 14-46 Cougars - Templiers 7-37 Spartiates - Spartiates 39-26 Argonautes 9e journée (22 maiet 23 mai 2010) - Argonautes 24-42 Black Panthers - Dauphins 33-17 Centurions - Iron Mask 17-57 Flash - Cougars 20-13 Templiers 10e journée (29 mai et 30 mai 2010) - Flash 37-27 Argonautes - Black Panthers 55-33 Centurions - Cougars 13-22 Spartiates - Iron Mask 34-28 Dauphins |

## Barrages
Le 5 juin 2010 :
- Templiers annulé Molosses[Note 7]
- Iron Mask 21-28 Centaures[2]

## Play-offs

### Demi-finales
Le 12 juin 2010 :
- Spartiates 20-12 Cougars
- Black Panthers 7-28 Flash

### Finale - Casque de diamant XVI
Le 27 juin 2010 à Saint-Gratien au Stade Michel Hidalgo :
- Spartiates 24-21 Flash
- MVP : Perez Mattison (quarterback Spartiates d'Amiens)